# Квак
Квак звичайний (Nycticorax nycticorax) — птах родини чаплевих. В Україні — гніздовий перелітний вид. Українська назва походить від голосу птаха. Квака часом називають нічною чаплею за аналогією з англійською та німецькою назвами, а також через те, що він виходить полювати у сутінках.

## Зовнішній вигляд

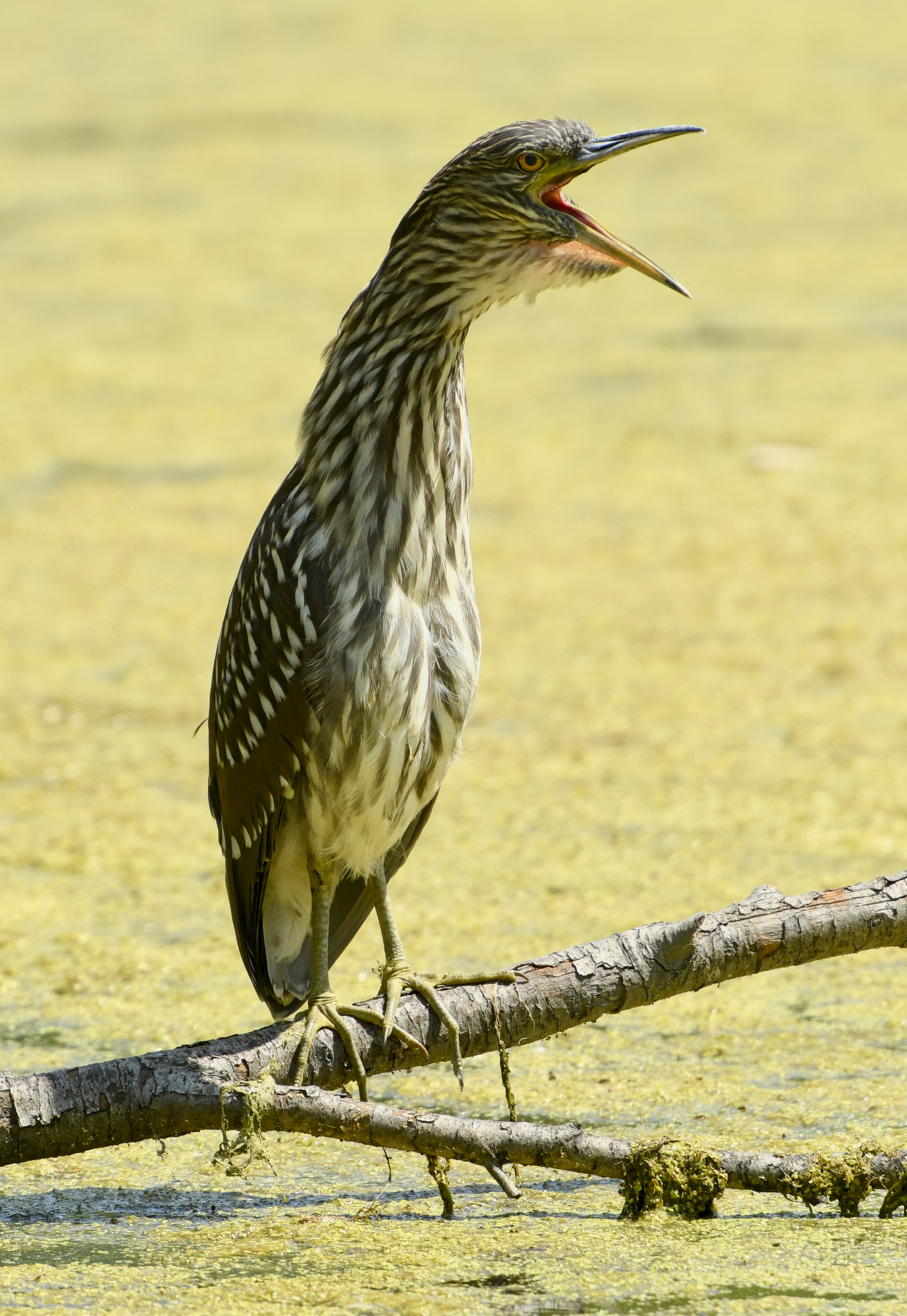
Ювенільна особина квака звичайного з містким дзьобом

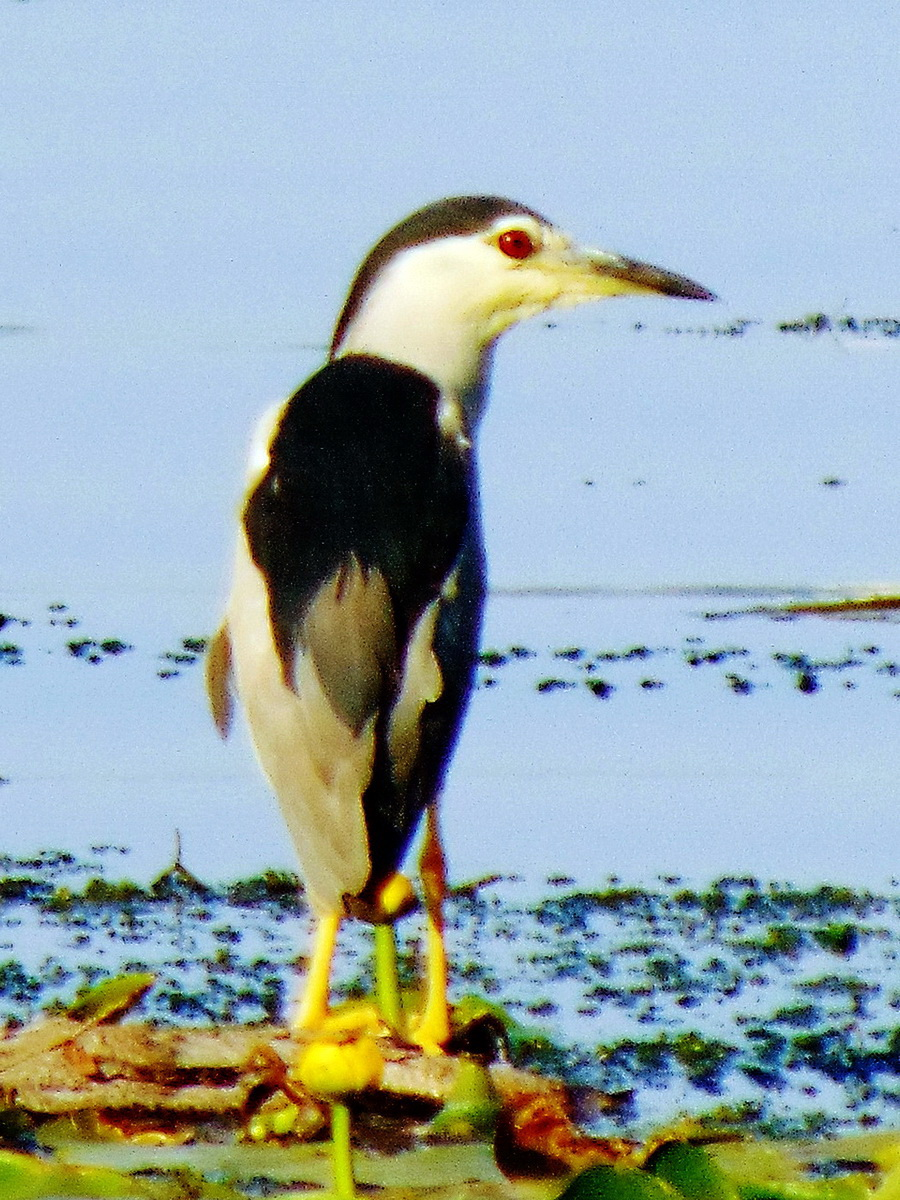
Дорослий квак. Дніпровські плавні

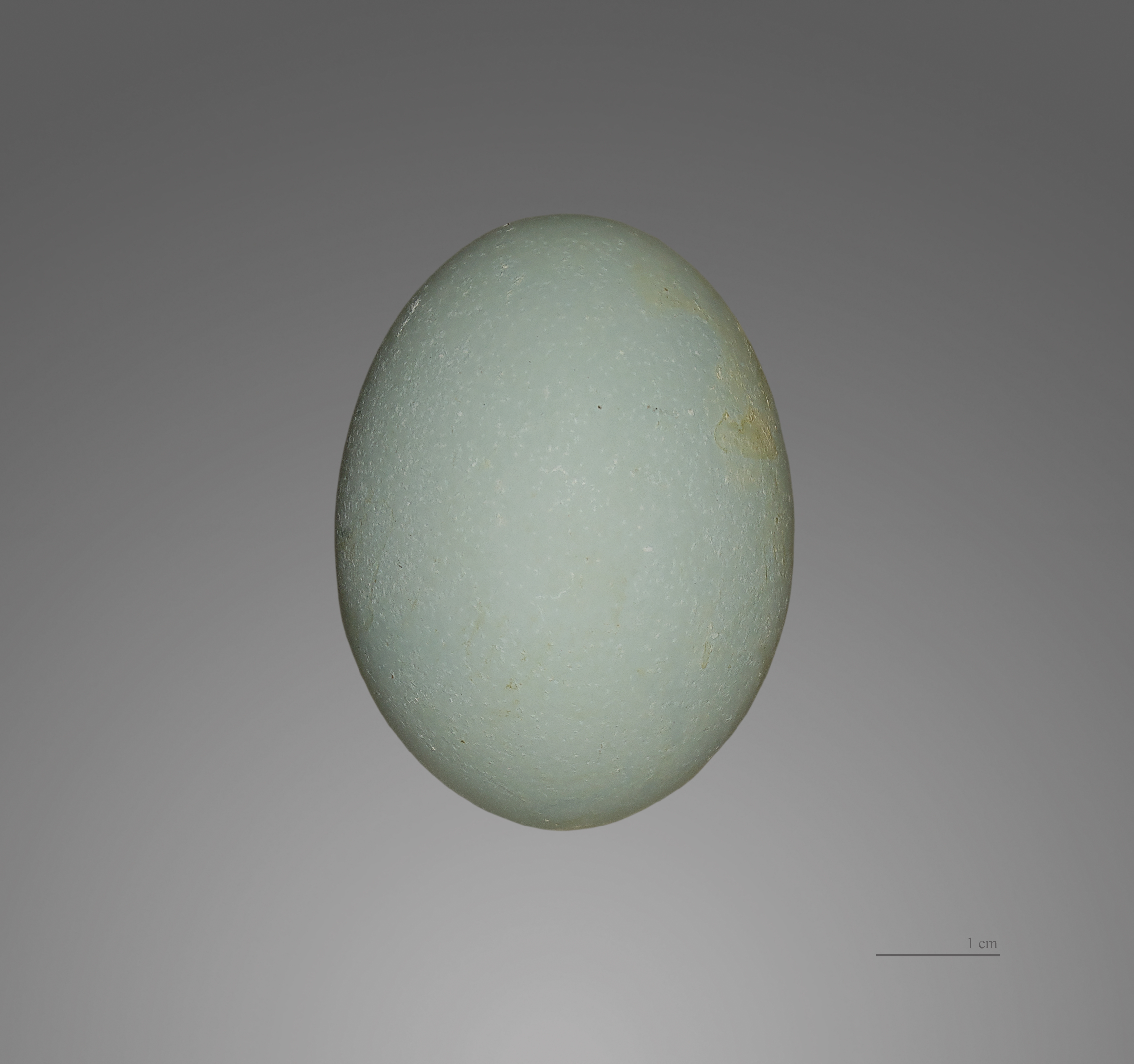
Яйце квака

Квак має коротку у порівнянні з іншими чаплевими шию і короткий, але потужний дзьоб. Ноги теж коротші, ніж в інших чаплевих.
Самець у шлюбному вбранні має чорну з зеленуватим відливом шапочку і такого ж кольору спину. Крила сірі. Черево і боки — білі. На потилиці навесні виростають 2-4 довгі вузькі білі пір'їни. Дзьоб чорний, ноги з довгими пальцями, жовті або рожеві. Самиця має схоже забарвлення.
Молоді кваки — темно-бурі з поздовжніми плямами. Пташенята білі.

## Поширення
Квак звичайний населяє практично всю Америку, Африку, Південну і Середню Європу та Азію. Європейські кваки перелітні, зимують в Екваторіальній Африці. Немає квака звичайного лише в Австралії, де замість нього виступає споріднений квак каледонський.
В Україні це гніздовий, перелітний, зимуючий вид. Гніздиться в лісостеповій, степовій смугах; в періоди міграцій може траплятися скрізь; зимує в пониззях Дунаю та Дністра.

## Спосіб життя
Кваки активні зазвичай вранці та ввечері, вдень непорушно сидять на гілці. Проте в час гніздування вони активні й вдень. Гніздяться біля густо зарослих водоймищ на узліссі або в самому лісі — на деревах або в кущах. Гніздяться колоніями з іншими чаплями або власними колоніями до тисячі пар в кожній. Якщо місце гніздування далеко від людського житла, можуть гніздитися також і на заломах очерету.
Гніздо будують з дрібних гілочок. У нього самка відкладає 3-4 яйця. Через 21 день вилуплюються пташенята, зазвичай з різницею в 1-2 дні і у тій послідовності, в якій були відкладені яйця. Пташенят годують обоє батьків, спочатку відригуючи їм в дзьоба напівперетравлену їжу. Пізніше, коли пташенята підростуть, їх починають годувати звичайною їжею.
Харчуються кваки в основному рибою і жабами, а також водними комахами.